# Karaczair
Karaczair (bułg. Карачаир) – szczyt masywu Witosza, w Bułgarii, o wysokości 2208 m n.p.m. 